# Госэй
Госэй (яп. 碁聖) — один из семи высших го-титулов Японии.

## История
Титул Госэй — один из самых молодых титулов японского го. До 1970 года в Японии проводился ежегодный турнир «За 1-е место в Нихон Киин». С 1970 года он изменил название на «За 1-е место в Японии». В 1976 году вместо этого турнира был учреждён титул Госэй. Первоначальная форма его розыгрыша предполагала, что носитель титула должен играть матч из 5 партий с претендентом, выигравшим турнир по олимпийской системе. По такой формуле титул разыгрывался 4 раза, но начиная с 1980 года порядок был изменён: в финале турнира претендентов два финалиста играют между собой матч из трёх партий за титул. Предыдущий носитель титула, если он желает сохранить титул за собой, должен участвовать в турнире претендентов на общих основаниях.

## Условия розыгрыша
Претендовать на титул Госэй могут игроки Нихон Киин и Кансай Киин уровня 5-го дана и выше. Титул разыгрывается в турнире, проводимом по олимпийской системе. Двое финалистов турнира играют между собой матч из трёх партий. Выигравший наибольшее число партий становится носителем титула на следующий год.
Первый приз составляет 8,8 миллиона японских йен. Спонсоры — газетный консорциум и IBM Япония.

## Носители титула
| Игрок          | Годы удержания титула       |
| -------------- | --------------------------- |
| Като Масао     | 1976, 1977, 1987            |
| Отакэ Хидэо    | 1978, 1980—1985             |
| Тё Тикун       | 1979, 1986                  |
| Кобаяси Коити  | 1988—1993, 1999, 2001, 2002 |
| Рин Кайхо      | 1994                        |
| Кобаяси Сатору | 1995                        |
| Ёда Норимото   | 1996—1998, 2003—2005        |
| Ямасита Кэйго  | 2000                        |
| Тё У           | 2006—2009                   |
| Сакаи Хидэюки  | 2010                        |
| Наоки Ханэ     | 2011                        |
| Юта Ияма       | 2012—2017 (н.в.)            |

## Почётный Госэй
Игрок, удерживавший титул Госэй в течение пяти или более раз получает право с 60-и лет носить почётное звание «Почётный Госэй».
- Отакэ Хидэо 1980—1985
- Кобаяси Коити 1988—1993
- Юта Ияма 2012—2017